# Itoigawa
Itoigawa (japanska: 糸魚川市?, Itoigawa-shi) är en stad i Niigata prefektur i Japan. Staden fick stadsrättigheter 1954.

## Kommunikationer
Itoigawa är en station på Hokuriku Shinkansen som ger förbindelse med höghastighetståg till Nagano – Tokyo och Toyama – Kanazawa.